# エレナ・アンドレイチェワ
エレナ・アンドレイチェワ (英語: Elena Andreicheva) は、ウクライナ生まれの映画プロデューサー、映画監督。11歳でイギリスへ移住し、後にインペリアル・カレッジ・ロンドンで物理学を学び、学士号と科学コミュニケーションの修士号を取得した。その後、2006年からテレビ映画の制作に携わる。

## 来歴
2019年のドキュメンタリー映画『Learning to Skateboard in a Warzone (If You're a Girl)』のプロデューサーを務め、監督のキャロル・ダイシンガーと共に、第92回アカデミー賞の短編ドキュメンタリー賞を受賞した。
彼女の受賞時の衣装はサステナブルな素材で作られており、彼女の「不平等や不正義に関わる仕事」と関連付けられていた。
2021年には、アテネ・サイエンス・フェスティバルにおいて、ドキュメンタリー映画が科学や技術の理解を深める役割について講演を行った。また、レベッカ・マーシャル監督の『The Forest in Me』で助監督を務めた。この映画はシベリアで撮影され、大粛清時代から隔絶された生活を送るアガフィア・リコワという70歳の女性に焦点を当てている。
また、ニック・ローゼンの著書『How to Live Off-Grid』のファクトチェックを手伝った。
アンドレイチェワはウクライナ独立後、アカデミー賞を受賞した初のウクライナ出身の女性となった。

## 受賞歴
| 年   | 賞                        | 部門                             | 作品                                                   | 結果 | 参照  |
| ---- | ------------------------- | -------------------------------- | ------------------------------------------------------ | ---- | ----- |
| 2019 | IDA Documentary Award     | 最優秀短編ドキュメンタリー賞     | Learning to Skateboard in a Warzone (If You're a Girl) | 受賞 | [ 8 ] |
| 2020 | 英国アカデミー賞（BAFTA） | 最優秀英国短編映画賞             | Learning to Skateboard in a Warzone (If You're a Girl) | 受賞 | [ 9 ] |
| 2020 | アカデミー賞              | アカデミー短編ドキュメンタリー賞 | Learning to Skateboard in a Warzone (If You're a Girl) | 受賞 | [ 4 ] |